# Clameurs (revue)
Clameurs est une revue de petit format publiée dans la collection « Comics Pocket » des éditions Arédit/Artima de 1976 à 1981. Elle a duré 17 numéros.
Destinée aux adultes, elle proposait des récits d'horreurs. En 1981, la série ressort sous forme de 8 recueils regroupant chacun deux anciens numéros.